# Llista de científiques
Aquesta llista de científiques inclou aquelles dones que han contribuït de manera significativa al desenvolupament de les diverses ciències des de l'antiguitat. S'han ordenat alfabèticament. També es pot consultar una llista de filòsofes, una llista de matemàtiques i una llista de dones arquitectes.
| Índex A B C D E F G H I J K L M N O P Q R S T U V W X Y Z |

## A
- Liliane Ackermann (1938-2007), bioquímica i microbiòloga
- Elizabeth Adams (v. 1892-1962), embriòloga i endocrinòloga
- Jane Addams (1860-1935), treballadora social i reformadora
- Aesara (segles IV-III aC), filòsofa
- Agamede (segle XII aC), metgessa
- Elizabeth Cary Agassiz (1822-1907), naturalista
- Aglaonice (segles II o I aC), considerada la primera dona astrònoma de la Grècia antiga
- Maria Gaetana Agnesi (1718-1799), matemàtica
- Agnòdice (segle IV aC), la primera metgessa que va poder treballar legalment a Atenes
- Bedia Akarsu (1921-2016), sociòloga i filòsofa
- Anna Åkerhjelm (1647-1693), arqueòloga
- Janaki Ammal (1897-1984), botànica
- Elizabeth Garrett Anderson (1836-1917), metgessa
- Mary Anning (1799-1847), paleontòloga
- Elizabeth Anscombe (1919-2001), filòsofa
- Hélène Antonopoulos (1891-1944), sociòloga
- Margaret Archer (1943-), sociòloga
- Mary Archer (1944-), física
- Maria Angela Ardinghelli (1728-1825), matemàtica i física
- Hannah Arendt (1906-1975), filòsofa i politòloga
- Arete de Cirene (segles VI-V aC), filòsofa
- Artemísia II de Cària (segle IV aC), botànica
- Aspàsia de Milet (segle IV aC), filòsofa i científica
- Anna Atkins (1799-1871), botànica
- Hertha Marks Ayrton (1854-1923), matemàtica i física

| Índex A B C D E F G H I J K L M N O P Q R S T U V W X Y Z |

## B
- Leïla Babès, sociòloga
- Sara Josephine Baker (1873-1945), metgessa higienista
- Françoise Balibar (1941-), física
- Giuseppa Eleonora Barbapiccola (activa vers 1730), naturalista, traductora de Descartes a l'italià
- Jocelyn Barrow (1929-2020), pedagoga
- Florence Bascom (1862-1945), geòloga
- Laura Bassi (1711-1778), matemàtica i física
- Simone de Beauvoir (1908-1986), filòsofa
- Aphra Behn (v. 1640-1689), astrònoma
- Jocelyn Bell (1943-), astrofísica
- Ruth Benedict (1887-1948), antropòloga
- Seyla Benhabib (1950-), politòloga i filòsofa
- Geneviève Berger (1955-), metgessa i biofísica
- Juliana Berners (activa el 1460), autora de llibres sobre la caça, la falconeria i la pesca
- Martine Bertereau (v. 1590-v. 1642), mineralogista
- Hildegarda de Bingen (1099-1179), metgessa, compositora i lingüista
- Isabella Bird Bishop (1831-1904), naturalista, geògrafa i viatgera
- Elizabeth Blackwell (1821-1910), metgessa
- Mary Adela Blagg (1858-1944), astrònoma
- Kathleen M. Blee (1953-), sociòloga
- Danielle Bleitrach, sociòloga
- Mercè Boada Rovira, neuròloga
- Dorotea Bocchi (1360–1436), professora de medicina
- Marie Boivin (1773-1841), dona sàvia
- Roberta Bondar (1945-), científica i astronauta
- Joëlle Bordet, sociòloga
- Alice Middleton Boring (1883-1955), biòloga
- Clelia Grillo Borromeo (1684-1777), naturalista
- Joëlle Boué (1930-1995), metgessa genetista
- Marie-Hélène Bourcier, sociòloga
- Léone Bourdel (1907-), antropòloga i psicòloga
- Harriet Boyd Hawes (1871-1945), arqueòloga
- Sophie Brahe (1556-1643), astrònoma i química
- Mary Katharine Brandegee (1844-1920), botànica
- Catherine Bréchignac (1946-), física
- Madeleine Brès (1842-1922), primera francesa doctora en medicina
- Elizabeth Britton (1858-1934), botànica
- Janine Brouard, sociòloga
- Lucia de Brouckère (1904-1982), química
- Elizabeth Brown (1830-1899), astrònoma
- Margaret Bryan, (v. 1760-?), escriptora científica
- Linda B. Buck (1947-), neurofísica (premi Nobel de medicina 2004)
- Mary Morland Buckland (1797-1857), naturalista
- Milly Buonanno, sociòloga
- Margaret Burbidge (1919-), astrofísica
- Judith Butler (1956-), filòsofa
- Nina Byers (1930-), física

| Índex A B C D E F G H I J K L M N O P Q R S T U V W X Y Z |

## C
- Teresa Caldeira (1954-), antropòloga
- Mary Whiton Calkins (1863-1930), psicòloga
- Annie Jump Cannon (1863-1941), astrònoma
- Ruth Cardoso (1930-2008), antropòloga
- Silvia Helena Cardoso (1963-), neurobiòloga
- Kathleen Carley (1956-), investigadora de les xarxes socials
- Estrella Eleanor Carothers (1883-1957), biòloga
- Emma Perry Carr (1880-1972), química
- Rachel Carson (1907-1964), biòloga i escriptora
- Yeda Pessoa de Castro (1937-), antropòloga i etnolingüista
- Yvette Cauchois (1908-1999), física
- Margaret Cavendish (1623-1673), científica
- Anny Cazenave (1944-), especialista en geodèsia i oceanografia espacial, membre de l'Acadèmia de Ciències francesa
- Mary Agnes Meara Chase (1869-1963), agrònoma i botànica
- Émilie du Châtelet (1706-1749), matemàtica i física
- Nancy Chodorow (1944-), sociòloga, psicoanalista i especialista en estudis de gènere.
- Yvonne Choquet-Bruhat (1923-), matemàtica i física, primera dona membre de l'Acadèmia de Ciències francesa
- Mireille Cifali (1946-), historiadora, psicoanalista i pedagoga
- Muazzez İlmiye Çığ (1914-), sumeriologa i assiriologa
- Cornelia Clapp (1849-1934), zoòloga
- Agnes Mary Claypole (1870-1954), zoòloga
- Edith Jane Claypole (1870-1915), fisiòloga
- Agnes Mary Clerke (1842-1907), divulgadora de l'astronomia
- Jane Colden (1724-1766), botànica
- Françoise Combes (1952-), astrofísica
- Anna Botsford Comstock (1854-1930), entomòloga i pedagoga
- Rosa Conde Gutiérrez del Álamo (1947-), sociòloga
- Hedwig Conrad-Martius (1888-1966), filòsofa
- Anita Conti (1899-1997), oceanògrafa
- Anne Conway (1631-1679), filòsofa
- A. Grace Cook (activa al principi del segle XX), astrònoma
- Gerty Theresa Cori (1896-1957), metgessa
- Elena Cornaro Piscopia (1646-1684), matemàtica
- Heather Couper (1949-), astrònoma
- Dorothy Crowfoot Hodgkin (1910-1994), química
- Josepa Cucó i Giner (1950-), antropòloga
- Clara Eaton Cummings (1853-1906), botànica
- Maria Cunitz (1610-1664), astrònoma
- Marie Curie (1867-1934), química (dos cops guardonada amb el premi Nobel, de física 1903 i de química 1911)
- Florence Cushman (1860-1940), astrònoma

| Índex A B C D E F G H I J K L M N O P Q R S T U V W X Y Z |

## D
- Maria Dalle Donne (1778-1842), metgessa
- / Ingrid Daubechies (1954-), física i matemàtica
- Michelle Dawson (1961-), investigadora
- Catherine Delcroix (1955-), sociòloga
- Lydia Maria Adams DeWitt (1859-1928), patòloga i anatomista
- Isala Van Diest (1842-1916), primera metgessa belga
- Amalie Dietrich (1821-1891), naturalista i exploradora
- Débora Diniz (1970-), antropòloga
- Diotima (segle IV aC), filòsofa i científica
- Françoise Dolto (1908-1988), metgessa i psicoanalista
- Elsa Dorlin (1974-), filòsofa
- Kathleen Mary Drew-Baker (1901-1957), botànica
- Marie-Louise Dubreil-Jacotin (1905-1972), matemàtica
- Jeanne Dumée (1660?-1706), astrònoma
- Marie Duru-Bellat (1950-), sociòloga

| Índex A B C D E F G H I J K L M N O P Q R S T U V W X Y Z |

## E
- Alice Eastwood (1859-1953), botànica
- Rosa Smith Eigenmann (1858-1947), ictiòloga
- Eva Ekeblad (1724-1786), científica
- Gertrude Elion (1918-1999), bioquímica (premi Nobel de medicina 1988)
- Enheduanna (v. 2285-2250 aC), astrònoma i poetessa sumèria
- Sabine Erbès-Seguin, sociòloga
- Dorothea Christiane Erxleben (1715-1762), metgessa
- Maryse Esterle-Hedibel, sociòloga

| Índex A B C D E F G H I J K L M N O P Q R S T U V W X Y Z |

## F
- Jacobina Felice (activa vers 1322), metgessa
- Margaret Clay Ferguson (1863-1951), biòloga
- Susan J. Ferguson (-), sociòloga
- Marie Poland Fish (1902-1989), ictiòloga i oceanògrafa
- Williamina Fleming (1857-1911), astrònoma
- Alice Cunningham Fletcher (1838-1923), etnòloga
- Dian Fossey (1932-1985), primatòloga
- Lydia Folger Fowler (1822-1879), metgessa
- Marie-Thérèse Françoise (1903-1989), nutricionista
- Rosalind Franklin (1920-1957), química i cristal·lògrafa
- / Ursula Maria Martius Franklin (1921-2016), física
- Anna Freud (1895-1982), psicoanalista
- Madeleine Alberta Fritz (1896-1990), paleontòloga
- Margaret Fulford (1904-), botànica
- Elizabeth Fulhame (activa vers 1794), química

| Índex A B C D E F G H I J K L M N O P Q R S T U V W X Y Z |

## G
- Helen Thompson Gaige (1890-1976), zoòloga
- Beatriz Galindo (vers 1465-1534), filòsofa
- Françoise Gaspard, sociòloga
- Margaret Scott Gatty (1809-1873), botànica especialista en algues
- Marthe Gautier (1915-), metgessa investigadora
- Ethel Sarel Barton Gepp (1864-1922), botànica
- Sophie Germain (1776-1831), matemàtica
- Élisabeth Giacobino, física
- Lélia Gonzalez (1935-1994), antropòloga
- Lilian Suzette Gibbs (1870-1925), botànica
- Alessandra Giliani (1307-1326), anatomista
- Helen Margaret Gilkey (1886-1972), botànica
- Kate Gleason (1865-1933), enginyera
- Claire F. Gmachl (1967-), física
- Maria Goeppert-Mayer (1906-1972), física (premi Nobel de física 1963)
- Jane Goodall (1934), primatòloga
- Carmen Gracia Beneyto (1947-), historiadora de l'art
- Evelyn Boyd Granville (1924-), matemàtica
- Catherine Littlefield Greene (1755-1814), inventora
- Susan Greenfield (1950-), neurofisiòloga
- Eliza Standerwick Gregory (1840-1932), botànica
- Neiva Guedes (1962-), biòloga
- Geneviève Guitel, matemàtica
- Claudine Guyton de Morveau (v. 1770-v. 1820), traductora

| Índex A B C D E F G H I J K L M N O P Q R S T U V W X Y Z |

## H
- Clara Immerwahr (1870-1915), química
- Claudie Haigneré (1957-), metgessa i astronauta
- Erna Hamburger (1911-1988), física, primera professora universitària de ciències suïssa
- Donna Haraway (1944-), teòrica dels gèneres i de la tecnologia
- Anna J. Harrison (1912-1998), química orgànica
- Nathalie Heinich, sociòloga
- Ágnes Heller (1929-), sociòloga
- Claudine Hermann (1945-), física, primera professora universitària de física a França
- / Caroline Herschel (1750-1848), astrònoma
- Elisabeth Hevelius (1647-1693), astrònoma
- Egipte Hipàcia (370-415), matemàtica i astrònoma
- Dorothy Crowfoot Hodgkin (1910-1994), cristal·lògrafa (premi Nobel de química 1964)
- Natty Hollmann (1949-), sociòloga
- Susanne Holmström (1947-), sociòloga
- Grace Hopper (1906-1992), informàtica
- Margaret Lindsay Huggins (1848-1915), astrònoma
- Ida Henrietta Hyde (1857-1945), biòloga

| Índex A B C D E F G H I J K L M N O P Q R S T U V W X Y Z |

## J
- / Jane Jacobs (1916-2006), escriptora i militant
- Sophia Jex-Blake (1840-1912), metgessa
- Malu Jimenez (1971-), antropòloga
- Irène Joliot-Curie (1897-1956), química i investigadora en física nuclear (premi Nobel de química 1935 amb el seu marit Frédéric Joliot)
- Józefa Franciszka Joteyko (1866-1928), metgessa, psicòloga i podòloga
- Danielle Juteau, sociòloga

| Índex A B C D E F G H I J K L M N O P Q R S T U V W X Y Z |

## K
- Josephine Kablick (1787-1863), botànica i paleontòloga
- Suzan Kahramaner (1913-2006), matemàtica
- Vàrvara Rúdneva (1842-1899), metgessa
- Marcia Keith (1859-1950), física
- Mary Kies (segle xix), inventora
- Helen Dean King (1869-1955), biòloga
- Christine Kirch (v. 1696-1782), astrònoma
- Maria Margarethe Kirch (1670-1720), astrònoma
- Mélanie Klein (1882-1960), psicoanalista
- / Dorothea Klumpke (1861-1942), astrònoma
- Antonina Kłoskowska (1919 – 2001), sociòloga
- Margaret E. Knight (1838-1914), inventora
- Karin Knorr Cetina (1944-), sociòloga
- Lena Kolarska-Bobińska (1947-), sociòloga
- Sófia Kovalévskaia (1850-1891), matemàtica
- Olga Grigorievna Kozlova (1931-1970), oceanògrafa i geòloga
- İoanna Kuçuradi (1936-), filòsofa

| Índex A B C D E F G H I J K L M N O P Q R S T U V W X Y Z |

## L
- Marie-Louise Lachapelle (1769-1821), dona sàvia
- Christine Ladd-Franklin (1847-1930), lògica i psicòloga
- Marie-Jeanne de Lalande (1760-1832), astrònoma
- Herrada de Landsberg (vers 1130-1195), autora d'una enciclopèdia il·lustrada
- Hélène Langevin-Joliot, física
- Clara Ethelinda Larter (1847-1936), botànica
- Siu-Kai Lau (1947-), sociòloga
- Mary Leakey (1913-1996), antropòloga
- Henrietta Swan Leavitt (1868-1921), astrònoma
- Nicole Le Douarin (1930-), biòloga
- Martine Lefeuvre-Déotte, sociòloga
- Inge Lehmann (1888-1993), sismòloga
- Dorothée Le Maître (1896-1990), paleontòloga
- Sarah Plumber Lemmon (1836-1923), botànica
- Nicole-Reine Lepaute (1723-1788), astrònoma
- Rita Levi-Montalcini (1908-2012), neuròloga (premi Nobel de medicina 1986)
- Seymour Martin Lipset (1922-), sociòloga comparatista
- Barbara Liskov (1939-), informàtica
- Martha Daniell Logan (1702-1779), horticultora
- Jane Webb Loudon (1807-1858), botànica
- Ada Lovelace (1815-1851), matemàtica
- Eliza Lucas (1722–1793), agrònoma nord-americana[1]
- Rosa Luxemburg (1871-1919), filòsofa marxista
- Katherine Murray Lyell (1817-1915), botànica
- Mary Horner Lyell (1808-1873), geòloga

| Índex A B C D E F G H I J K L M N O P Q R S T U V W X Y Z |

## M
- Margaret Eliza Maltby (1860-1944), física
- Irene Manton (1904-1988), botànica
- Jane Haldimand Marcet (1769-1858), científica
- / Mileva Marić (1875-1948), física
- Maryse Marpsat, sociòloga
- Lillen Jane Martin (1851-1943), psicòloga
- Eleanor Marx (1855-1898), filòsofa socialista i feminista
- Claire Mathieu (1965-), matemàtica i informàtica
- Annie Russell Maunder (1868-1947), astrònoma
- Antonia Caetana de Pavia Maury (1866-1952), astrònoma
- Carlotta Joaquina Maury (1874-1938), paleontòloga
- / Maria Göppert-Mayer (1906-1972), física
- Nonna Mayer, sociòloga
- Barbara McClintock (1902-1992), genetista (premi Nobel de medicina 1992)
- Margaret Mead (1901-1978), antropòloga cultural
- Lise Meitner (1878-1968), física nuclear
- Polina Mendeléef (1888-1958), zoòloga
- Eleonora Menicucci (1944-), sociòloga
- Maud Menten (1879-1960), bioquímica
- Mercuriade (segle XIV aC), metgessa
- Anna Maria Sibylla Merian (1647-1717), artista i naturalista
- Egipte Merit Ptah (vers 2700 aC), metgessa, la primera científica coneguda de la història
- Metrodora (segles II o I aC), divulgadora de les malalties de la dona
- Hélène Metzger (1889-1944), química i historiadora de la ciència
- / Carolina Michaëlis de Vasconcelos (1851 - 1925), filòloga
- Olive Thorne Miller (1831-1918), naturalista
- Maryam Mirzakhani (1977-), matemàtica
- Maria Mitchell (1818-1889), astrònoma
- Tarquinia Molza (1542-1617), filòsofa i poetessa
- Maria Montessori (1870-1952), metgessa, pedagoga i filòsofa
- Anna Morandi Manzolini (1716-1774), metgessa i anatomista
- Ruth Moufang (1905-1977), matemàtica
- Liane Mozère, sociòloga
- Mary Murtfeldt (1848-1913), biòloga

| Índex A B C D E F G H I J K L M N O P Q R S T U V W X Y Z |

## N
- Anna Nagurney, investigadora de les xarxes socials
- Ann Nelson (1958-), física
- Florence Nightingale (1820-1910), infermera
- Ida Noddack (1896-1978), física i química
- Emmy Noether (1882-1935), matemàtica i física
- Helga Nowotny (1937-), sociòloga
- Christiane Nüsslein-Volhard (1942-), genetista i biòloga (premi Nobel de medicina 1995)
- Zelia Nuttall (1857–1933), americanista

| Índex A B C D E F G H I J K L M N O P Q R S T U V W X Y Z |

## O
- Olímpia de l'Epir (segle I aC), dona sàvia
- Eleanor Anne Ormerod (1828-1901), biòloga
- Maria Ossowska (1896–1974), sociòloga

| Índex A B C D E F G H I J K L M N O P Q R S T U V W X Y Z |

## P
- Edith Marion Patch (1876-1954), entomòloga
- Marie-Anne Pierrette Paulze (1758-1836), química
- / Cecilia Payne-Gaposchkin (1900-1979), astrònoma
- Florence Peebles (1874-1956), biòloga
- Mary Engle Pennington (1872-1952), química
- Marguerite Perey (1909-1975), química
- Martyne Perrot (1946-), sociòloga
- Christine Petit, genetista
- Maria Pettracini (vers 1780), metgessa i anatomista
- Lois Ann Pfiester (1936-1992), botànica
- Almira Hart Lincoln Phelps (1793-1884), pedagoga
- Louise du Pierry (1746-?), astrònoma
- Marie-Paule Pileni (1950-), físico-química
- Monique Pinçon-Charlot (1946-), sociòloga
- Paris Pişmiş (1911-1999), astrònoma
- Trotula de Ruggiero (vers 1000), metgessa
- Beatrix Potter (1866-1943), micòloga, dibuixant i autora de contes infantils
- Píties d'Assos (segle IV aC), zoòloga

| Índex A B C D E F G H I J K L M N O P Q R S T U V W X Y Z |

## Q
- Maria Isaura Pereira de Queiroz, sociòloga
- Anne Querrien (1945-), sociòloga

| Índex A B C D E F G H I J K L M N O P Q R S T U V W X Y Z |

## R
- Martha Laurens Ramsey (1718-1811), agrònoma
- / Ayn Rand (1905-1982), filòsofa
- Lisa Randall (1962-), física
- Mary Jane Rathbun (1860-1943), zoòloga
- Ellen Swallow Richards (1842-1911), química
- Régine Robin, sociòloga
- Cécile Rouleau, sociòloga
- Clémence Royer (1830-1902), filòsofa

| Índex A B C D E F G H I J K L M N O P Q R S T U V W X Y Z |

## S
- Rena Florence Sabin (1871-1953), anatomista i higienista
- Heleieth Saffioti (1934-2010), sociòloga
- Abella Salernitana (segle XIV), metgessa
- Ethel Sargant (1863-1918), biòloga
- Saskia Sassen (1949-), sociòloga
- Sue Savage-Rumbaugh (1946), primatòloga
- Zehra Sayers (1953-), biòloga
- Türkân Saylan (1935-2009), metgessa
- Lucy Sistare Say (1801-1885), il·lustradora científica
- Caterina Scarpellini (1808-després de 1872), astronome
- Dominique Schnapper, sociòloga
- Martine Segalen, sociòloga
- Francesca Soledat Segura Beltrán, geòloga
- Ellen Churchill Semple (1863-1932), geògrafa
- Monique Sené, física
- Louise-Anastasia Serment (1642-1692), naturalista
- Jane Sharp (activa vers 1671), dona sàvia
- Joanne Simpson (1923-2010), la primera dona doctora en meteorologia als Estats Units
- Régine Sirota, sociòloga
- Annie Morrill Smith (1856-1946), botànica
- Dorothy E. Smith (1926-), sociòloga i teòrica del gènere
- Mary Somerville (1780-1872), física
- Maria Cecília de Souza Minayo (1938-), sociòloga
- Sabina Spielrein (1885-1942), metgessa i psicoanalista
- Gayatri Spivak (1942-), teòrica de la literatura
- Edith Stein (1891-1942), filòsofa
- Nettie Stevens (1861-1912), genetista
- Lorenna Strozzi (1515-1591), naturalista
- Anna Sundström (1785-1871), química

| Índex A B C D E F G H I J K L M N O P Q R S T U V W X Y Z |

## T
- Tapputi-Belatekallim (vers 1200 aC), química babilònia
- Laurie Taylor (1936-), sociòloga i ràdioaficionada
- Teano (segle VI aC), filòsofa, matemàtica i física
- / Maria Telkes (1900-1995), biofísica
- Valentina Tereixkova (1937), astronauta
- Teresa de Jesús (1515-1582), teòloga
- Marie Tharp (1920-2006), geòloga, cartògrafa i oceanògrafa
- Irène Théry, sociòloga
- Marie Geneviève Charlotte Thiroux d'Arconville (1720-1805), dona de lletres i química
- Lise Thiry (1921-), metgessa
- Timica (segle IV aC), filòsofa
- Beatrice Tinsley (1941-1981), astrònoma i cosmòloga. La Unió americana d'astronomia atorga el Premi Beatrice M. Tinsley
- Marie-Antoinette Tonnelat (1912-1980), física teòrica
- Maria Teresa Torti, sociòloga
- Flora Tristán (1803-1844), filòsofa feminista i socialista, autora del lema "Proletaris del món, uniu-vos"
- Maria Turlejska (1918-2004), sociòloga
- France Winddance Twine (1960-), sociòloga i etnògrafa

| Índex A B C D E F G H I J K L M N O P Q R S T U V W X Y Z |

## U
- Bahriye Üçok (1919-1990), teòloga i feminista

| Índex A B C D E F G H I J K L M N O P Q R S T U V W X Y Z |

## V
- Anna Veiga (1956), biòloga especialista en reproducció assistida
- Suzanne Zélie Pauline Veil (1886-1956), química
- Jeanne Villepreux-Power (1794-1871), naturalista
- Cécile Vogt (1875-1962), neuròloga
- Bessa Vugo (1919-1991), biòloga

| Índex A B C D E F G H I J K L M N O P Q R S T U V W X Y Z |

## W
- Mary Edwards Walker (1832-1919), cirurgiana
- Margaret Floy Washburn (1871-1939), psicòloga
- Beatrice Webb (1858-1943), teòrica socialista dels moviments socials
- Florence Weber, sociòloga i etnòloga
- Simone Weil (1909-1943), filòsofa
- Sarah Frances Whiting (1846-1927), física
- Mary Watson Whitney (1847-1921), astrònoma
- Catherine Wihtol de Wenden, sociòloga
- Grenada Dessima Williams, sociòloga
- Jeannette Wing (1956-), informàtica
- Anna Winlock (1857-1904), astrònoma
- Mary Wollstonecraft (1759-1797), filòsofa feminista
- Dorothy Maud Wrinch (1894-1976), matemàtica
- / Chien-Shiung Wu (1912-1997), física

| Índex A B C D E F G H I J K L M N O P Q R S T U V W X Y Z |

## Y
- Rosalyn Sussman Yalow (1921-), física (premi Nobel de medicina 1977)
- Andrée Yanacopoulo (1927-), sociòloga, professora i escriptora

| Índex A B C D E F G H I J K L M N O P Q R S T U V W X Y Z |

## Z
- Alba Zaluar (1942-2019), antropòloga
- María Zambrano (1904-1991), filòsofa